# Gustav Wegner
Gustav Wegner (ur. 4 stycznia 1903 w Jarocinie, zm. 7 czerwca 1942) – niemiecki lekkoatleta, który specjalizował się w skoku o tyczce.
Pierwszy w historii mistrz Europy w skoku o tyczce. W latach 1929−1931 cztery razy poprawiał rekord Niemiec i jako pierwszy zawodnik z tego kraju skoczył o tyczce ponad 4 metry (30 czerwca 1930, Wrocław – 4,05 m). Pięciokrotnie zdobywał złote medale mistrzostw kraju. Podczas II wojny światowej walczył na froncie wschodnim, gdzie w stopniu porucznika dowodził kompanią. Zginął na terenie ówczesnego Związku Radzieckiego. Jego imieniem nazwano stadion w Northeim. Rekord życiowy: 4,12 (28 czerwca 1931, Amsterdam).